# Bouteloua
Bouteloua es un género de plantas herbáceas perteneciente a la familia de las poáceas con 29 especies aceptadas. Es originario de América donde se distribuye desde Canadá hasta Suramérica, con la mayor cantidad de especies en Estados Unidos.

## Descripción
Son plantas anuales o perennes, cespitosas, estoloníferas o rizomatosas. Lígula una membrana ciliada; láminas lineares, aplanadas o plegadas. Inflorescencia un racimo de 1-numerosas espigas cortas, unilaterales; espigas desarticulándose como una unidad y las espiguillas a veces también desarticulándose arriba de las glumas; espiguillas generalmente 3-numerosas (raramente 1) por espiga, naciendo en 2 hileras a lo largo del lado inferior del raquis de la espiga, generalmente agrupadas. Espiguillas comprimidas lateralmente, con 1 flósculo bisexual inferior y 1-2 flósculos superiores estaminados o estériles modificados de varias maneras u ornamentados; glumas desiguales a subiguales, más cortas que los flósculos, 1-nervias, la inferior más corta que la superior; lema fértil cartilaginosa, 3-nervia, las nervaduras a menudo excurrentes como aristas; pálea 2-carinada, el ápice 2-dentado o 2-mucronato; lodículas 2; estambres 3; estilos 2. Fruto una cariopsis; embrión 1/2-3/4 la longitud de la cariopsis; hilo punteado.

## Taxonomía
El género fue descrito por Mariano Lagasca y Segura y publicado en Variedades de Ciencias, Literatura y Artes, 2(4,21), p. 134 en 1805. La especie tipo es: Bouteloua racemosa Lag. 
Basándose en datos moleculares y morfológicos, autores recomendaron en 1999 incluir en el género los géneros Buchloë, Opizia, Cathestecum y algunos otros taxones menores.
Citología
El número cromosómico básico del género es x = 10, con números cromosómicos somáticos de 2n = 20, 40, 41, 42, 56, 60, 70 y 98, ya que hay especies diploides y una serie poliploide. Nucléolos persistentes.
Etimología
El nombre de este género fue otorgado por Mariano Lagasca y Segura en 1805 en honor de Claudio Boutelou y de su hermano Esteban Boutelou, dos botánicos españoles del siglo XIX.

## Especies aceptadas
- Bouteloua alamosana Vasey
- Bouteloua americana (L.)Scribn.
- Bouteloua annua Swallen
- Bouteloua aristidoides (Kunth) Griseb.
- Bouteloua chondrosioides (Kunth) Benth. ex S.Watson
- Bouteloua curtipendula (Michx.) Torr.
- Bouteloua distans Swallen
- Bouteloua disticha (Kunth) Benth.
- Bouteloua eludens Griffiths
- Bouteloua gracilis (Kunth) Griffiths
- Bouteloua johnstonii Swallen
- Bouteloua juncea (P.Beauv.) Hitchc.
- Bouteloua juncifolia Lag.
- Bouteloua karwinskii (E.Fourn.) Griffiths
- Bouteloua longiseta Gould
- Bouteloua media (E.Fourn.) Gould & Kapadia
- Bouteloua megapotamica (Spreng) Kuntze
- Bouteloua pedicellata Swallen
- Bouteloua purpurea Gould & Kapadia
- Bouteloua radicosa (E.Fourn.) Griffiths
- Bouteloua ramosa Scribn. ex Vasey
- Bouteloua reflexa Swallen
- Bouteloua repens (Kunth) Scribn. & Merr.
- Bouteloua rigidiseta (Steud.) Hitchc.
- Bouteloua triaena (Trin.) Scribn.
- Bouteloua uniflora Vasey
- Bouteloua vaneedenii Pilg.
- Bouteloua warnockii Gould & Kapadia
- Bouteloua williamsii Swallen[2]

## Importancia económica
Es significativo por sus especies de malezas: B. aristidoides, B. barbata, B. gracilis. Cultivated fodder: B. curtipendula etc. (Grama grasses). Nativas e importantes especies de pastos: B. curtipendula, B. gracilis, B. hirsuta.